# Malwa

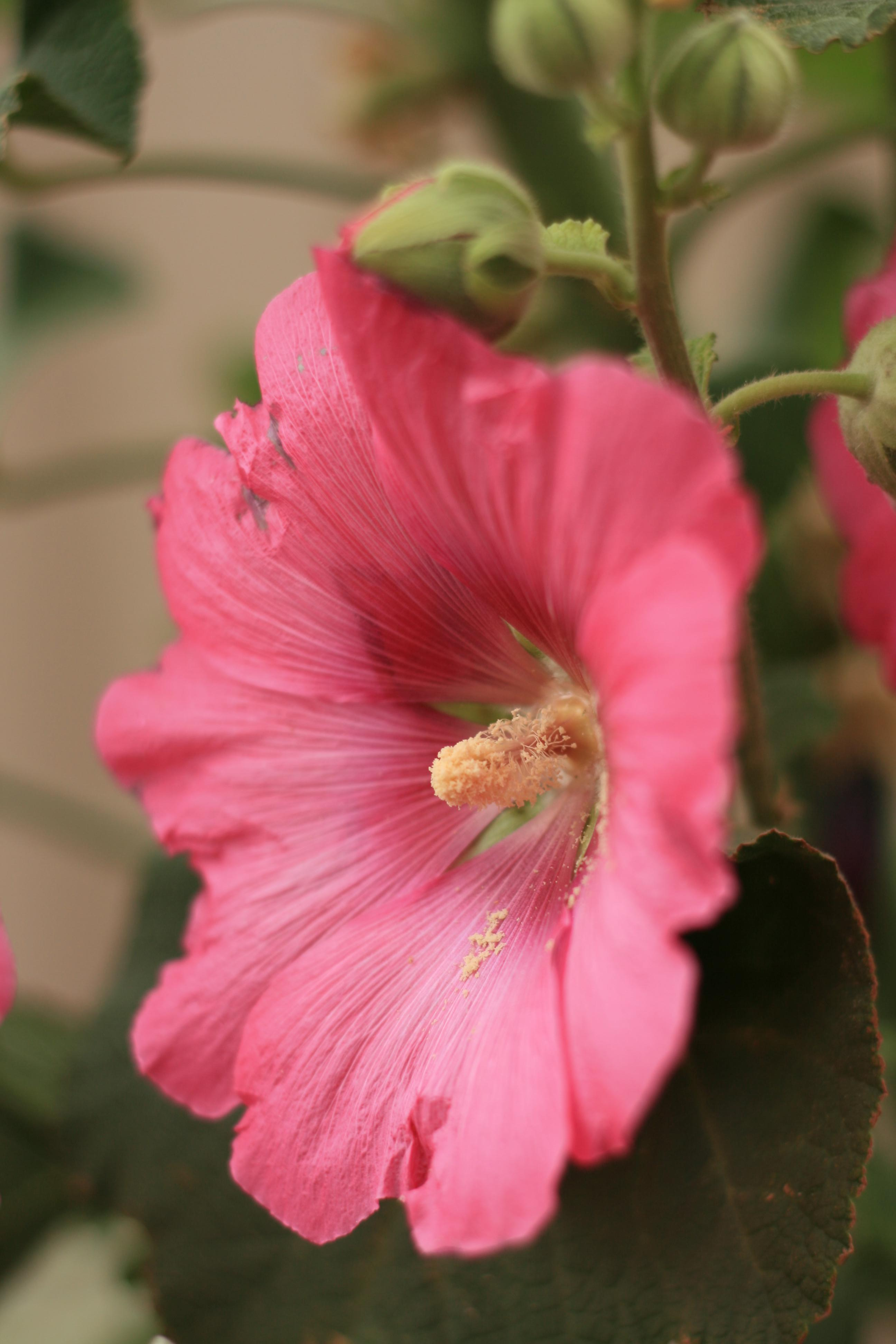
Kwiat malwy różowej z widocznym pyłkiem

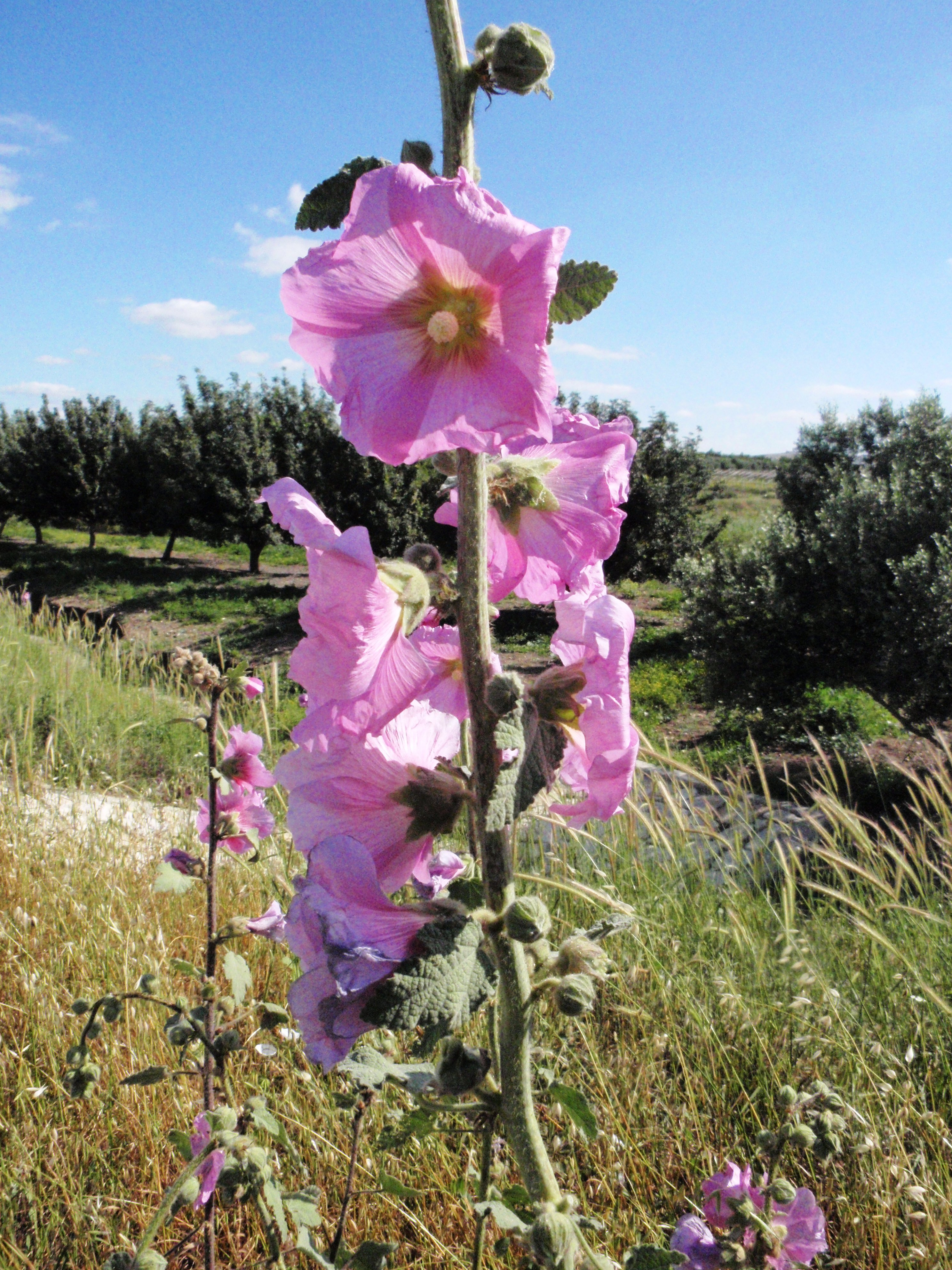
Malwa blada

Malwa, topolówka (Alcea L.) – rodzaj roślin z rodziny ślazowatych. Podawanych jest z niego ok. 60, 70, 80 gatunków. Pochodzą one głównie ze wschodniej części basenu Morza Śródziemnego (tylko w Turcji rośnie 18 gatunków). Poza tym rosną w południowej i wschodniej Europie oraz południowo-zachodniej i centralnej Azji. W Polsce jako przejściowo dziczejącą (efemerofit) stwierdzono tylko malwę pomarszczoną A. rugosa. W naturze przedstawiciele tego rodzaju rosną na suchych, często skalistych siedliskach. 
Niektóre gatunki nie są znane z natury. Tak jest z najbardziej popularnymi w uprawie ze względów ozdobnych malwami różowymi (A. rosea) i figolistnymi (A. ficifolia). Suche pędy używane są jako materiał opałowy, a korzenie mają zastosowanie lecznicze.

## Morfologia
PokrójZielne rośliny wieloletnie, rzadko jednoroczne, osiągające zwykle do 3 m wysokości, czasem nawet do 7 m. Pędy wyprostowane, zwykle nierozgałęzione, rzadko rozgałęzione. Okryte są włoskami gwiazdkowatymi, często szorstkie, rzadko są nagie (zwłaszcza w czasie owocowania), czasem też z długimi włoskami pojedynczymi.
LiścieDuże, skrętoległe, długoogonkowe. U nasady znajdują się trwałe lub szybko odpadające przylistki jajowate lub podzielone na dwie lub 4 łatki. Blaszka liściowa jajowata do okrągłej, słabo wcinana lub głęboko, dłoniasto klapowana. Brzeg blaszki karbowany lub ząbkowany, wierzchołek tępy lub zaostrzony. Użyłkowanie wyraźne. Liście jesienne częściowo zimotrwałe.
KwiatyOkazałe wyrastają pojedynczo lub w pęczkach u nasady liści lub przysadek tworząc szczytowe kłosokształtne grono. Pod kielichem obecny jest kieliszek tworzony przez 6, rzadziej 7–9 listków zrośniętych u nasady. Działki kielicha w liczbie 5, połączone są u nasady. W czasie owocowania powiększają się, ale nie są rozdęte. Działki lancetowate, zaostrzone lub tępe, szorstko owłosione gwiazdkowatymi włoskami. Płatki, także w liczbie 5, zwykle na szczycie są mniej lub bardziej wycięte. Są różnobarwne – różowe, purpurowe, żółte lub białe, u nasady ciemniejsze lub jaśniejsze i zwykle białoowłosione. Zwykle o średnicy przekraczającej 3 cm. Pręciki liczne, zrośnięte w nagą, pięciokątną kolumnę otaczającą słupkowie. Zakończone są żółtymi pylnikami. Jednokomorowych zalążni jest 20 do 40 i tyle samo jest rozgałęzionych szyjek słupków, zakończonych zbiegającymi, nitkowatymi znamionami.
OwoceRozpadający się, złożony z 15–40 dwukomorowych rozłupek. Komora dolna (proksymalna) zawiera pojedyncze nasiono, a górna (dystalna) jest płonna. Nasiona nerkowate, brązowe, nagie lub drobno owłosione.

## Systematyka
Kwestionowano zasadność wyodrębniania przynajmniej części gatunków (w tym popularnych w uprawie) do tego rodzaju, uznając że reprezentują rodzaj prawoślaz (Althaea). Badania taksonomiczne potwierdziły jednak istotność różnic morfologicznych (żółte pylniki, a nie purpurowe, rozłupki dwu-, a nie jednokomorowe) i podtrzymana została koncepcja Karola Linneusza traktowania tych rodzajów odrębnie.
Gatunki z tego rodzaju tworzą mieszańce międzyrodzajowe z prawoślazem Althaea – ×Alcathaea Hinsley.
Pozycja systematyczna
Rodzaj z plemienia Malveae, podrodziny Malvoideae, rodziny ślazowatych Malvaceae z rzędu ślazowców.
Wykaz gatunków
- Alcea abchazica Iljin
- Alcea acaulis (Cav.) Alef.
- Alcea afghanica I.Riedl
- Alcea angulata (Freyn) Freyn & Sint. ex Iljin
- Alcea antoninae Iljin
- Alcea apterocarpa (Fenzl) Boiss.
- Alcea arbelensis Boiss. & Hausskn.
- Alcea assadii Pakravan
- Alcea aucheri (Boiss.) Alef.
- Alcea baldshuanica (Bornm.) Iljin
- Alcea biennis Winterl (syn. A. pallida (Willd.) Waldst. & Kit.) – malwa blada
- Alcea calvertii (Boiss.) Boiss.
- Alcea chrysantha (Sam.) Zohary
- Alcea damascena (Mouterde) Mouterde
- Alcea denudata Boiss.
- Alcea digitata (Boiss.) Alef.
- Alcea dissecta (Baker f.) Zohary
- Alcea djahromi Parsa
- Alcea excubita Iljin
- Alcea fasciculiflora Zohary
- Alcea ficifolia L.
- Alcea flavovirens (Boiss. & Buhse) Iljin
- Alcea freyniana Iljin
- Alcea froloviana (Litv.) Iljin
- Alcea galilaea Zohary
- Alcea ghahremanii Pakravan & Assadi
- Alcea gorganica (Rech.f., Aellen & Esfand.) Zohary
- Alcea heldreichii (Boiss.) Boiss.
- Alcea hohenackeri Boiss.
- Alcea hyrcana Grossh.
- Alcea ilamica Pakravan
- Alcea iranshahrii Pakravan, Ghahr. & Assadi
- Alcea karakalensis Freyn
- Alcea karsiana (Bordz.) Litv.
- Alcea koelzii I.Riedl
- Alcea kopetdaghensis Iljin
- Alcea kuhsanguia Parsa
- Alcea kurdica (Schltdl.) Alef.
- Alcea kusjariensis (Iljin ex Grossh.) Iljin
- Alcea lasiocalycina Boiss.
- Alcea lavateriflora (DC.) Boiss.
- Alcea lenkoranica Iljin
- Alcea litvinovii (Iljin) Iljin
- Alcea loftusii (Baker f.) Zohary
- Alcea longipedicellata I.Riedl
- Alcea mazandaranica Pakravan & Ghahr.
- Alcea mosulensis I.Riedl
- Alcea mozaffarianii Ghahr. & Pakravan & Assadi
- Alcea nikitinii Iljin
- Alcea nudiflora (Lindl.) Boiss.
- Alcea peduncularis Boiss. & Hausskn.
- Alcea pisidica Hub.-Mor.
- Alcea popovii Iljin
- Alcea rechingeri (Zohary) I.Riedl
- Alcea remotiflora (Boiss. & Heldr.) Alef.
- Alcea rhyticarpa (Trautv.) Iljin
- Alcea rosea L. – malwa różowa, m. ogrodowa
- Alcea rosulata I.Riedl
- Alcea rufescens (Boiss.) Boiss.
- Alcea rugosa Alef. – malwa pomarszczona
- Alcea scabridula I.Riedl
- Alcea schirazana Alef.
- Alcea semnanica Pakravan
- Alcea setosa (Boiss.) Alef. – malwa figolistna
- Alcea sophiae Iljin
- Alcea sosnovskyi Iljin
- Alcea sotudehi Parsa
- Alcea striata (DC.) Alef.
- Alcea sulphurea (Boiss. & Hohen.) Alef.
- Alcea sycophylla Iljin & V.V.Nikitin
- Alcea tabrisiana (Boiss. & Buhse) Iljin
- Alcea talassica Iljin
- Alcea tarica Pakravan & Ghahr.
- Alcea teheranica Parsa
- Alcea tholozanii Stapf
- Alcea transcaucasica (Iljin) Iljin
- Alcea turcomanica Iljin
- Alcea turkeviczii Iljin
- Alcea vameghii Parsa
- Alcea wilhelminae I.Riedl
- Alcea woronowii (Iljin ex Grossh.) Iljin
- Alcea xanthochlora I.Riedl

## Zastosowanie
Niektóre gatunki są uprawiane jako rośliny ozdobne. Szczególnie rozpowszechniona na całym świecie jest malwa różowa (A. rosea), poza tym uprawiana jest malwa figolistna (A. ficifolia), malwa pomarszczona (A. rugosa) i malwa blada (A. pallida). Suche pędy używane są jako materiał opałowy, a korzenie mają zastosowanie lecznicze. Rośliny te razem z przęślą wykorzystywane były przez człowieka neandertalskiego do składania na grobach.